# Front (wojsko)
Front (z łac. frons, frontis – czoło) – w wojskowości termin posiadający kilka znaczeń:
1. Podczas wojny – najdalej wysunięta do przodu rubież walczących wojsk lub ich czołowych elementów ugrupowania bojowego (operacyjnego). Inaczej położenie własnych jednostek wojskowych znajdujących się najbliżej nieprzyjaciela; obszar walk. Zwykle po drugiej stronie frontu znajdują się wrogie jednostki, których pozycję wyznacza ten sam front. Szczególnie trwałe linie frontu miały miejsce podczas I wojny światowej, kiedy wrogie sobie jednostki zajmowały równoległe linie okopów, przedzielone wąskim pasem tzw. ziemi niczyjej (wojna pozycyjna). Zależnie od charakteru działań wojsk rozróżnia się front natarcia, front przełamania, front obrony, front działania, front walki, front ciągły[2]. Front działania poszczególnych jednostek, związków operacyjnych lub związków strategicznych ma określoną szerokość, która zależy od sytuacji bojowej, od rodzaju związku, od wykonywanego zadania oraz posiadanych sił i środków. Tworzenie Frontów było związane z powstaniem nowej formy działań wojennych – operacji i koniecznością centralizowanego dowodzenia (kierowania) wojskami.
2. W odróżnieniu od zaplecza – aktywnie działająca część sił zbrojnych wraz z obszarem, na którym te siły działają, niezależnie od Teatru działań wojennych.
3. Całość lub część sił zbrojnych danego państwa lub bloku państw, rozwinięta na określonym teatrze działań wojennych np. front zachodni, front wschodni – pojęcia z I i II wojny światowej, określające obszary walk powiązane geograficznie z Europą. Front zachodni obejmował walki na zachód od Niemiec (we Francji, Belgii i Holandii), zaś wschodni – na wschód od Niemiec (Rosja (w I wojnie światowej), Polska, Bałkany (w czasie II wojny światowej), ZSRR). Front bałkański – podczas I wojny światowej pod pojęciem frontu wschodniego można rozumieć również Bałkany, choć często stosuje się ten osobny termin. Wyróżniano także front afrykański, front dalekowschodni.
4. Tzw. drugi front to podczas II wojny światowej – początkowo hipotetyczne – miejsce prowadzenia walk lądowych z Niemcami w Europie po 1941 roku w innym miejscu, niż na froncie wschodnim. Od ataku Niemiec na ZSRR, to ZSRR dźwigał przeważający ciężar walk, przy jedynie stosunkowo niewielkim zaangażowaniu aliantów zachodnich na froncie afrykańskim. Otwarcie drugiego frontu miałoby odciągnąć część sił niemieckich ze wschodu i było postulatem zgłaszanym przez władze radzieckie wobec aliantów zachodnich. Winston Churchill nalegał, by drugi front otworzyć na Bałkanach (chciał zabezpieczyć państwa Europy Środkowej przed wejściem w obszar wpływów ZSRR), a Stalin – by front został otwarty we Francji. Ostatecznie wygrała koncepcja Stalina i drugi front (front zachodni) utworzono 6 czerwca 1944 r. przez lądowanie w Normandii (zobacz też: żelazna kurtyna).
5. W lotnictwie – ugrupowanie bojowe, w którym pojedyncze samoloty (grupy) rozmieszczone są w czasie lotu w linii prostej prostopadłej do kierunku lotu.
6. Strona szyku pieszego, samochodów, wozów bojowych w którym żołnierze, samochody, transportery, czołgi zwracają się twarzą, czołem pojazdu, wozu bojowego. Symbol frontu/grupy armii

Symbol frontu/grupy armii

7. Wyższy związek operacyjny o zmiennej strukturze organizacyjnej składający się z dowództwa, kilku (dwóch lub więcej) armii (ogólnowojskowych, pancernych, lotniczych itp.) oraz związków taktycznych i oddziałów rodzajów wojsk i służb niezbędnych do zapewnienia dowodzenia oraz operacyjnego, tyłowego, materiałowego i technicznego zabezpieczenia działań całości jego sił, jak również wsparcia jego związków operacyjnych. Może być wzmacniany związkami operacyjnymi i taktycznymi lub siłami z rezerw naczelnego dowództwa. Front przeznaczony jest do wykonywania zadań operacyjno-strategicznych na teatrze działań wojennych, samodzielnym kierunku strategicznym lub jednym-dwóch ważnych kierunkach operacyjnych. Zadania te front wykonuje samodzielnie lub we współdziałaniu z innymi frontami lub w składzie grupy frontów. Na kierunkach nadmorskich może współdziałać z siłami morskimi.
  - Fronty rosyjskie – nazwa po raz pierwszy pojawiła się w wojsku Imperium Rosyjskiego przed I wojną światową w 1914 roku. W celu właściwego dowodzenia wojskami na zachodnim teatrze działań wojennych było utworzone (a z chwilą wybuchu wojny rozwinięte) frontowe dowództwo z podporządkowanymi siłami. Wtedy to podzielono kilka zgromadzonych armii na dwa fronty: jeden naprzeciw wojsk Austro-Węgier (Front Południowo-Zachodni), a drugi naprzeciw wojsk niemieckich (Front Północno-Zachodni). W czasie wojny liczba frontów zwiększyła się do pięciu. Front wtedy był przeznaczony do wykonania głównych zadań strategiczno-obronnych.
  - Fronty radzieckie – w czasie wojny domowej w Rosji sowieckiej w latach 1918–1922 fronty znalazły dalszy rozwój i doskonalenie. Początkowo były rozwinięte 4 fronty, które były przeznaczone do zadań strategicznych. W miarę rozszerzenia liczby zadań strategicznych liczbę frontów zwiększono do 6-7, w tym dwa fronty w wojnie polsko-bolszewickiej – Front Zachodni i Front Południowo-Zachodni. Ponownie pojawiły się w latach 1938–1940, w związku z walkami na Chałyn-Goł, inwazją ZSRR na Polskę i zajęciem Besarabii. Na szerszą skalę tworzono je podczas II wojny światowej w wyniku przekształceń okręgów wojskowych. W czasie Wielkiej Wojny Ojczyźnianej 1941–1945 początkowo było utworzonych 5 frontów. W czasie późniejszym było od 10 do 15 frontów w zależności od szerokości strategicznej całego frontu walki z Niemcami i stojących przed frontami zadań. Wykonywały w większości zadania operacyjne i tylko w oddzielnych przypadkach zadania strategiczne. Osiąganie zadań strategicznych było powierzane grupom frontów np. operacja Bagration, operacja berlińska. Ponownie zamierzano je utworzyć podczas inwazji na NATO.
  - Fronty polskie – nazwa używana była również w Polsce – zarówno w latach 1919–1920 (kiedy powstało łącznie 15 frontów, jednak w większości przypadków nazywano tak każdą formację wojskową większą od grupy operacyjnej (niekiedy nawet mniejszą – Front Śląski, Front Poleski), choć zdarzały się wyjątki – Front Przeciwniemiecki, Front Litewsko-Białoruski, Front Północny i Front Środkowy), jak i w 1939 roku, kiedy terminu używano zamiennie z grupą armii, choć w rzeczywistości także nie osiągnęły większych rozmiarów. Termin obecnie nieużywany, wyparty przez swojego odpowiednika w krajach zachodniej Europy i USA – grupę armii lub grupę wojsk (jak np. przez wojska radzieckie i sojusznicze podczas operacji Dunaj).